# جمونا دل فریولی
جمونا دل فریولی (به ایتالیایی: Gemona del Friuli) یک منطقهٔ مسکونی در ایتالیا است که در استان اودینه واقع شده‌است.

## خصوصیات
جمونا دل فریولی ۵۶٫۲ کیلومترمربع مساحت و ۱۱٬۱۷۵ نفر جمعیت دارد و ۲۷۲ متر بالاتر از سطح دریا واقع شده‌است.

## خواهرخوانده
شهرهای ولدن‌ام وورتهر سی و فولینو خواهرخوانده‌های جمونا دل فریولی هستند.

## نگارخانه

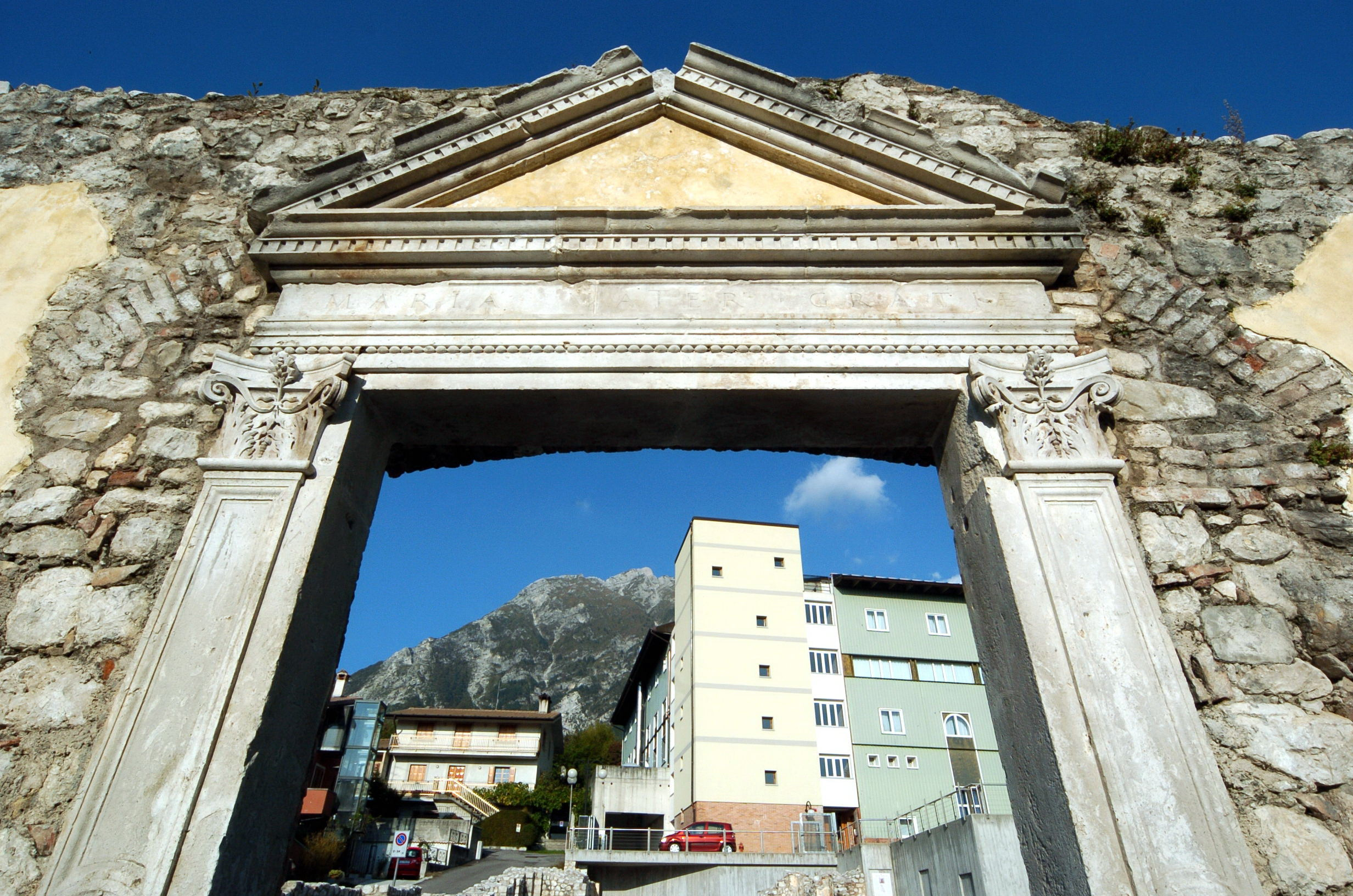
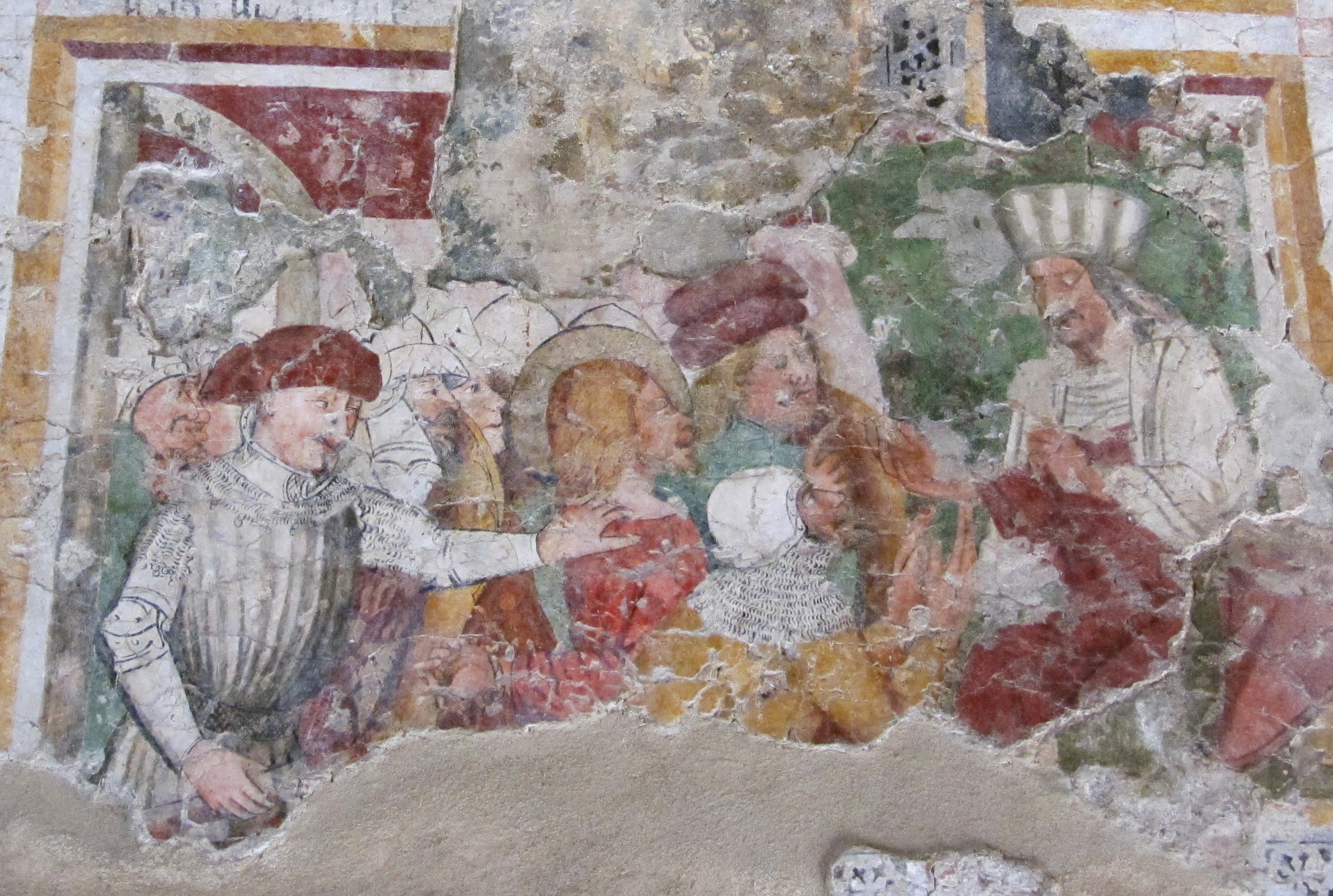